# Доведена провина (роман)
«Доведена провина» (англ. Proven Guilty) — книга Джима Бучера в жанрі наукової фантастики та фентезі, що вийшла 2 травня 2006 року. Вона розповідає про пригоди професійного чарівника Гаррі Дрездена, єдиного професійного чарівника сучасного Чикаго. Це восьма книга із серії «Файли Дрездена».
Гаррі Дрезден роками перебував під наглядом і підозрою наглядачів Білої Ради, але тепер він сам є наглядачем, і це гірша роль, ніж він думав. Коли монстри з фільмів починають оживати під його наглядом, він офіційно зобов'язаний відправити їх туди, звідки вони прийшли. Тільки цього разу його клієнт — Біла Рада, і його розслідування не може провалитися — незалежно від того, хто потрапляє під підозру, незалежно від того, якою ціною.
На обкладинці книги ілюстратор Крістіан МакҐрат зобразив Гаррі на розі вулиці зі своїм сяючим посохом. На сайті «М'ясника» можна попередньо переглянути перші 3 розділи.

## Короткий опис сюжету
За Гаррі Дрезденом протягом багатьох років стежили та підозрювали Вартові Білої Ради. Але тепер він є Стражем, і це гірша роль, ніж він думав. Тому, коли кіномонстри починають оживати на його годиннику, він офіційно має повернути їх туди, звідки вони прийшли. Тільки цього разу його клієнтом є Біла рада, і його розслідування не може провалитися — хто б не потрапив під підозру, якою б ціною не було.
Маги з Білої Ради, які завжди недолюблювали його, проте не гребували його допомогою, потребують дізнавача, здатного встановити достовірність чуток про чорну магію, яка знову з'явилася в місті. І водночас на порозі Дрездена з'являється Моллі Карпентер — дочка його старого друга, приятеля якої несправедливо звинувачують у жахливому злочині.
Отже — дві абсолютно різні справи, які треба розслідувати одночасно? Чи все-таки одна річ? Справа про істоти настільки дивні, що для них немає визначення ні в магічних книгах, ні в чаклунських бестіаріях?

## Список персонажів
- Гаррі Дрезден: Протагоніст; професійний чарівник, приватний детектив і поліцейський консультант; а ще він є у телефонній книзі.
- Дарбі Крейн: продюсер фільму жахів, маскування для Мадригала Рейта, вампіра з Білого двору, що харчується страхом.
- Луцій Глау: адвокат Крейна і джанн (дитина джина і смертного).
- сержант Грін: детектив відділу вбивств, якому доручено розслідувати одну зі справ Гаррі, скептик щодо магії.
- Моллі Карпентер: дочка Майкла Карпентера, лицаря Хреста, який володіє мечем Амораккіус. Майкла є старим другом Гаррі Дрездена.
- Нельсон: молодий наркозалежний, якого Моллі зачаровує боятися наркотиків, щоб допомогти йому подолати залежність.
- Розі Марселла: молода (і вагітна) наркоманка, яку Моллі змушує боятися наркотиків, щоб її залежність не зашкодила її дитині.
- Лідія Стерн: репортер новин Midwestern Arcane.